# Křešín (ort i Tjeckien, Mellersta Böhmen)
Křešín är en ort i Tjeckien.   Den ligger i regionen Mellersta Böhmen, i den centrala delen av landet, 50 km sydväst om huvudstaden Prag. Křešín ligger 452 meter över havet och antalet invånare är 104.
Terrängen runt Křešín är varierad, och sluttar norrut. Runt Křešín är det ganska tätbefolkat, med 52 invånare per kvadratkilometer. Närmaste större samhälle är Příbram, 13,0 km söder om Křešín. I omgivningarna runt Křešín växer i huvudsak blandskog.